# Olympische Winterspiele 1924/Eishockey
Das olympische Eishockeyturnier der Olympischen Winterspiele 1924 in Chamonix (Frankreich) war der erste offizielle Eishockeywettbewerb bei den Olympischen Spielen. Er galt zugleich als zweite IIHF-Eishockey-Weltmeisterschaft. Das Turnier fand vom 28. Januar bis zum 3. Februar 1924 statt. Acht Mannschaften nahmen daran teil. Das Turnier startete mit einer Vorrunde in zwei Gruppen à vier Mannschaften. Die beiden Erstplatzierten erreichten unter Mitnahme ihrer direkten Vergleich die Finalrunde, in der dann die Medaillen ausgespielt wurden.
Kanada holte überlegen seine zweite olympische Goldmedaille und den zweiten Weltmeistertitel im Eishockey.

## Olympisches Eishockeyturnier der Herren

### Vorrunde

#### Gruppe A
| 28. Januar 1924 10.30 Uhr | Schweden Birger Holmqvist (3) Nils Molander (2) Gustaf Johansson (3) Erik Burman (1) | 9:0 (3:0, 3:0, 3:0) Spielbericht | Schweiz | Stade Olympique, Chamonix-Mont-Blanc Zuschauer: 1.716 |

| 28. Januar 1924 15.00 Uhr | Kanada Harry Watson (12) Hooley Smith (4) Bert McCaffrey (3) Dunc Munro (3) Harold McMunn (3) Beattie Ramsay (3) Cyril Slater (2) | 30:0 (8:0, 14:0, 8:0) Spielbericht | Tschechoslowakei | Stade Olympique, Chamonix-Mont-Blanc Zuschauer: 1.738 |

| 29. Januar 1924 15.00 Uhr | Kanada Harry Watson (6) Beattie Ramsay (5) Hooley Smith (4) Bert McCaffrey (3) Dunc Munro (3) Cyril Slater (1) | 22:0 (5:0, 7:0, 10:0) Spielbericht | Schweden | Stade Olympique, Chamonix-Mont-Blanc Zuschauer: 1.638 |

| 30. Januar 1924 9.30 Uhr | Kanada Harry Watson (13) Bert McCaffrey (8) Hooley Smith (5) Dunc Munro (5) Beattie Ramsay (2) | 33:0 (8:0, 11:0, 14:0) Spielbericht | Schweiz | Stade Olympique, Chamonix-Mont-Blanc Zuschauer: 1.258 |

| 31. Januar 1924 14.30 Uhr | Schweden Erik Burman (4) Nils Molander (3) Wilhelm Arwe (1) Gustaf Johansson (1) | 9:3 (5:1, 1:1, 3:1) Spielbericht | Tschechoslowakei Josef Maleček (2) Valentin Loos (1) | Stade Olympique, Chamonix-Mont-Blanc Zuschauer: 1.532 |

| 1. Februar 1924 9.30 Uhr | Tschechoslowakei Josef Maleček (4) Valentin Loos (3) Josef Šroubek (3) Jaroslav Jirkovský (1) | 11:2 (4:0, 3:2, 4:0) Spielbericht | Schweiz Donald Unger (1) André Verdeil (1) | Stade Olympique, Chamonix-Mont-Blanc Zuschauer: 960 |

Abschlusstabelle
| Pl | Team             | Sp | S | U | N | Tore  | Diff | Pkt. |
| -- | ---------------- | -- | - | - | - | ----- | ---- | ---- |
| 1  | Kanada           | 3  | 3 | 0 | 0 | 85:0  | +85  | 6:0  |
| 2  | Schweden         | 3  | 2 | 0 | 1 | 18:25 | −07  | 4:2  |
| 3  | Tschechoslowakei | 3  | 1 | 0 | 2 | 14:41 | −27  | 2:4  |
| 4  | Schweiz          | 3  | 0 | 0 | 3 | 02:53 | −51  | 0:6  |

#### Gruppe B
| 28. Januar 1924 13.30 Uhr | Vereinigte Staaten Herbert Drury (6) Willard Rice (5) Justin McCarthy (3) Frank Synott (3) Taffy Abel (2) | 19:0 (8:0, 5:0, 6:0) Spielbericht | Belgien | Stade Olympique, Chamonix-Mont-Blanc Zuschauer: 1.738 |

| 29. Januar 1924 10.30 Uhr | Frankreich Léon Quaglia (2) | 2:15 (0:5, 1:3, 1:7) Spielbericht | Großbritannien Eric Carruthers (4) Ross Cuthbert (4) Edward Pitblado (3) Colin Carruthers (2) Hamilton Jukes (2) | Stade Olympique, Chamonix-Mont-Blanc Zuschauer: 1.307 |

| 30. Januar 1924 10.45 Uhr | Großbritannien Colin Carruthers (6) Eric Carruthers (5) Ross Cuthbert (3) Geoffrey Holmes (1) Edward Pitblado (1) Blaine Sexton (1) | 19:3 (6:1, 5:0, 8:2) Spielbericht | Belgien Gaston Van Volxem (2) André Poplimont (1) | Stade Olympique, Chamonix-Mont-Blanc Zuschauer: 1.258 |

| 30. Januar 1924 14.30 Uhr | Frankreich | 0:22 (0:12, 0:1, 0:9) Spielbericht | Vereinigte Staaten Taffy Abel (6) Herbert Drury (6) Irving Small (5) Willard Rice (3) Justin McCarthy (1) Frank Synott (1) | Stade Olympique, Chamonix-Mont-Blanc Zuschauer: 1.414 |

| 31. Januar 1924 9.30 Uhr | Vereinigte Staaten Herbert Drury (6) Taffy Abel (1) Justin McCarthy (1) Willard Rice (1) Irving Small (1) Frank Synott (1) | 11:0 (6:0, 3:0, 2:0) Spielbericht | Großbritannien | Stade Olympique, Chamonix-Mont-Blanc Zuschauer: 1.247 |

| 31. Januar 1924 10.45 Uhr | Frankreich Alfred de Rauch (3) Léon Quaglia (3) Albert Hassler (1) | 7:5 (3:3, 3:1, 1:1) Spielbericht | Belgien Henri Louette (2) André Poplimont (1) Philippe Van Volckxsom (1) | Stade Olympique, Chamonix-Mont-Blanc Zuschauer: 1.247 |

Abschlusstabelle
| Pl | Team           | Sp | S | U | N | Tore  | Diff | Pkt. |
| -- | -------------- | -- | - | - | - | ----- | ---- | ---- |
| 1  | USA            | 3  | 3 | 0 | 0 | 52:0  | +52  | 6:0  |
| 2  | Großbritannien | 3  | 2 | 0 | 1 | 34:16 | +18  | 4:2  |
| 3  | Frankreich     | 3  | 1 | 0 | 2 | 09:42 | −33  | 2:4  |
| 4  | Belgien        | 3  | 0 | 0 | 3 | 08:45 | −37  | 0:6  |

### Finalrunde um die Plätze 1–4
(direkte Vergleiche der Vorrunde wurden übernommen)
| 1. Februar 1924 13.30 Uhr | Kanada Bert McCaffrey (5) Dunc Munro (4) Hooley Smith (4) Harry Watson (3) Harold McMunn (2) Cyril Slater (1) | 19:2 (6:2, 6:0, 7:0) Spielbericht | Großbritannien Colin Carruthers (2) | Stade Olympique, Chamonix-Mont-Blanc Zuschauer: 1.499 |

| 1. Februar 1924 14.45 Uhr | Vereinigte Staaten Taffy Abel (6) Herbert Drury (6) Justin McCarthy (3) Willard Rice (3) Irving Small (1) Frank Synott (1) | 20:0 (5:0, 7:0, 8:0) Spielbericht | Schweden | Stade Olympique, Chamonix-Mont-Blanc Zuschauer: 1.499 |

| 2. Februar 1924 14.30 Uhr | Großbritannien Eric Carruthers (3) Ross Cuthbert (1) | 4:3 (0:1, 2:2, 2:0) Spielbericht | Schweden Nils Molander (2) Birger Holmqvist (1) | Stade Olympique, Chamonix-Mont-Blanc Zuschauer: 1.386 |

| 3. Februar 1924 14.30 Uhr | Kanada Harry Watson (5:00) Harry Watson (8:00) Hooley Smith (31:00) Bert McCaffrey (32:00) Dunc Munro (36:20) Harry Watson (52:00) | 6:1 (2:1, 3:0, 1:0) Spielbericht | Vereinigte Staaten Herbert Drury (8:50) | Stade Olympique, Chamonix-Mont-Blanc Zuschauer: 3.280 |

Abschlusstabelle
| Pl | Team           | Sp | S | U | N | Tore  | Diff | Pkt. |
| -- | -------------- | -- | - | - | - | ----- | ---- | ---- |
| 1  | Kanada         | 3  | 3 | 0 | 0 | 47:03 | +44  | 6:0  |
| 2  | USA            | 3  | 2 | 0 | 1 | 32:06 | +26  | 4:2  |
| 3  | Großbritannien | 3  | 1 | 0 | 2 | 06:33 | −27  | 2:4  |
| 4  | Schweden       | 3  | 0 | 0 | 3 | 03:46 | −43  | 0:6  |

### Topscorer
- Harry Watson 46 Punkte (37 Tore und 9 Torvorlagen)

## Abschlussplatzierung und Medaillen
| Platzierung    | Mannschaft       | Spieler |
| -------------- | ---------------- | --- |
| Goldmedaille   | Kanada           | Tor: Jack Cameron, Ernie Collett Feld: Duncan Munro, Beattie Ramsay, Harry Watson, Reginald Smith, Albert McCaffrey, Cyril Slater, Harold McMunn Trainer: Frank Rankin                               |
| Silbermedaille | USA              | Taffy Abel, Herbert Drury, Alphonse Lacroix, John Langley, John Lyons, Justin McCarthy, Willard Rice, Irving Small, Frank Synott                                                                     |
| Bronzemedaille | Großbritannien   | William Anderson, Lorne Carr-Harris, Colin Carruthers, Eric Carruthers, Guy Clarkson, Ross Cuthbert, Geoffrey Holmes, Hamilton Jukes, Edward Pitblado, Blaine Sexton                                 |
| 4              | Schweden         | Ruben Allinger, Gustaf Johansson, Wilhelm Arwe, Helge Johansson, Erik Burman, Birger Holmqvist, Carl Josefsson, Ernst Karlberg, Nils Molander, Ejnar Olsson                                          |
| 5              | Tschechoslowakei | Jaroslav Stránský, Jaroslav Řezáč, Otakar Vindyš, Valentin Loos, Josef Šroubek, Jaroslav Jirkovský, Josef Maleček, Jan Fleischmann, Miloslav Fleischmann, Jan Palouš, Jan Krásl                      |
| 6              | Frankreich       | André Charlet, Pierre Charpentier, Jacques Chaudron, Raoul Couvert, Maurice del Valle, Alfred de Rauch, Albert Hassler, Charles Lavaivre, Bobby Monnard, Charles Payot, Philippe Payot, Léon Quaglia |
| 7              | Belgien          | Victor Verschueren, Paul Van den Broek, Henri Louette, Ferdinand Rudolph, François Franck, André Poplimont, Gaston Van Volxem, Philippe Van Volckxsom, Carlos Van den Driessche, Louis De Ridder     |
| 8              | Schweiz          | Bruno Leuzinger, Walter von Siebenthal, Donald Unger, Ernest Mottier, René Savoie, Marius Jaccard, Emil Filliol, Fred Auckenthaler, Ernest Jacquet, Paul Müller, André Verdeil                       |